# エジプトバンド
エジプトバンド (Egyptband) は、アメリカ合衆国で生まれフランスで調教されたサラブレッドの競走馬。2000年のディアヌ賞に優勝し、同年の凱旋門賞でも2着に入るなど活躍した。デビュー戦を除きオリビエ・ドゥルーズが騎乗した。

## 経歴
1999年11月にアルジャンタン競馬場でデビューした。デビュー戦を3馬身差で勝利すると、翌2000年3月にはサンクルー競馬場のセレソレ賞でレーヴドスカーを破り、一躍クラシックの注目馬となった。6月のディアヌ賞では、前走のペネロープ賞でレーヴドスカーに6馬身差をつけて快勝したヴォルヴォレッタが1番人気に支持され、エジプトバンドは2番人気にとどまったが、レースでは2着ヴォルヴォレッタに3馬身差を付けて勝利し、無傷の3連勝でG1馬となった。
9月にはヴェルメイユ賞でヴォルヴォレッタやレーヴドスカーと再戦した。ヴェルメイユ賞ではエジプトバンドが1番人気に支持されたが、レースではヴォルヴォレッタとレーヴドスカーに先着を許して3着に敗れ、初黒星を喫した。
10月には凱旋門賞に出走した。1番人気には古馬で前年の優勝馬モンジューが支持されたが、レースは同年のダービーステークス優勝馬シンダーが優勝し、エジプトバンドは勝ったシンダーから1馬身半差の2着で入線した。3着にもヴォルヴォレッタが入り、上位は3歳馬が独占することとなった。エジプトバンドはインターナショナル・クラシフィケーションにおいて、同年の牝馬では最高の評価となる126ポンドのレートを獲得した。
2001年は4月のガネー賞こそゴールデンスネイクの逃げ切りを許し2着に敗れたものの、続くシャンティー大賞でも引き続き圧倒的な1番人気に支持され、人気に応えて優勝した。しかし、7月のサンクルー大賞でレース中に右前肢に故障を発生すると、10月の凱旋門賞で復帰するも17頭中の8着と敗れ、競走生活を引退することとなった。
引退後はアメリカで繁殖入りしてキングマンボと交配されたが、直後に疝痛を患い、2002年2月23日に死亡した。